# Notre-Dame de l’Assomption (Boigneville)

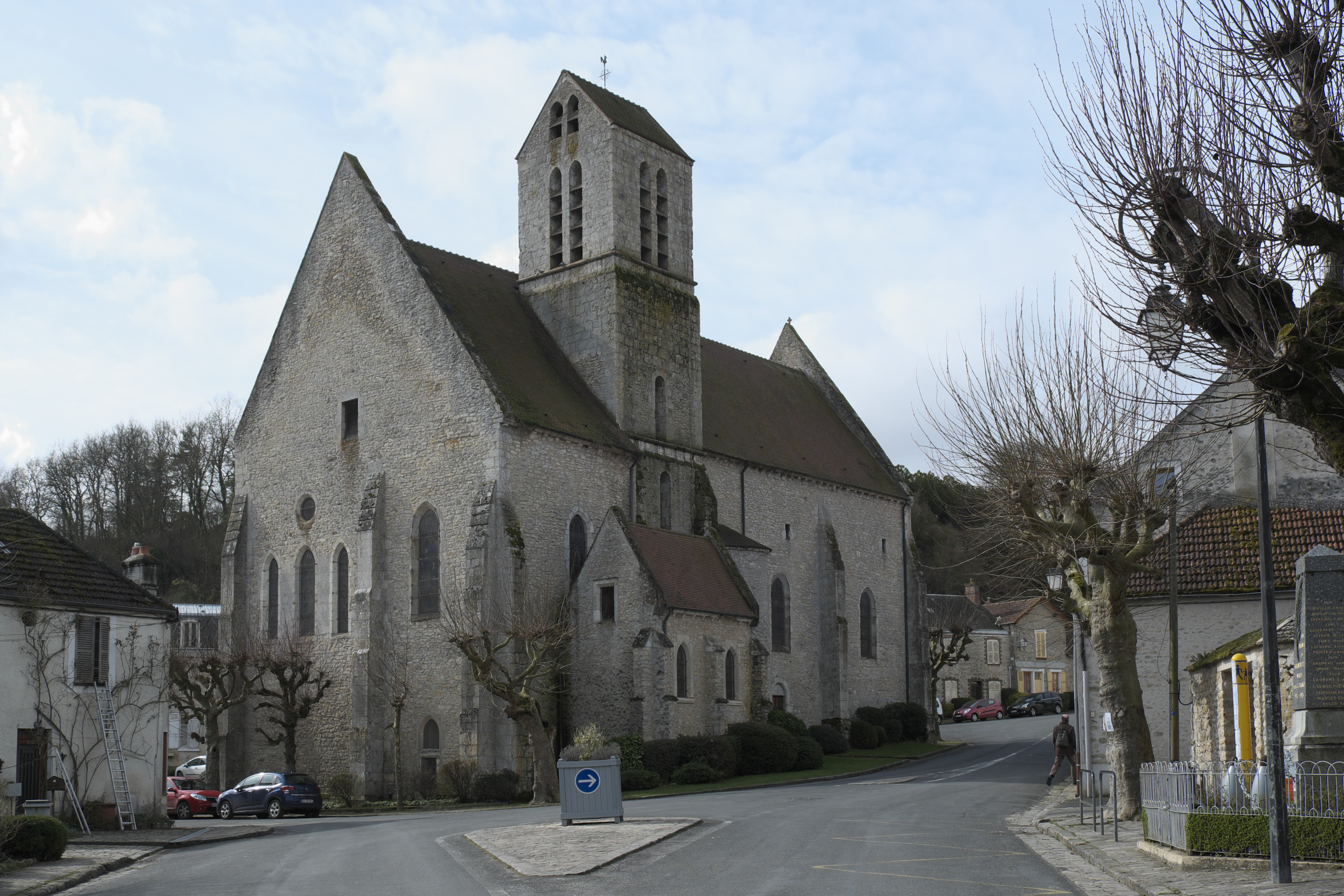
Pfarrkirche Notre-Dame-de-l’Assomption

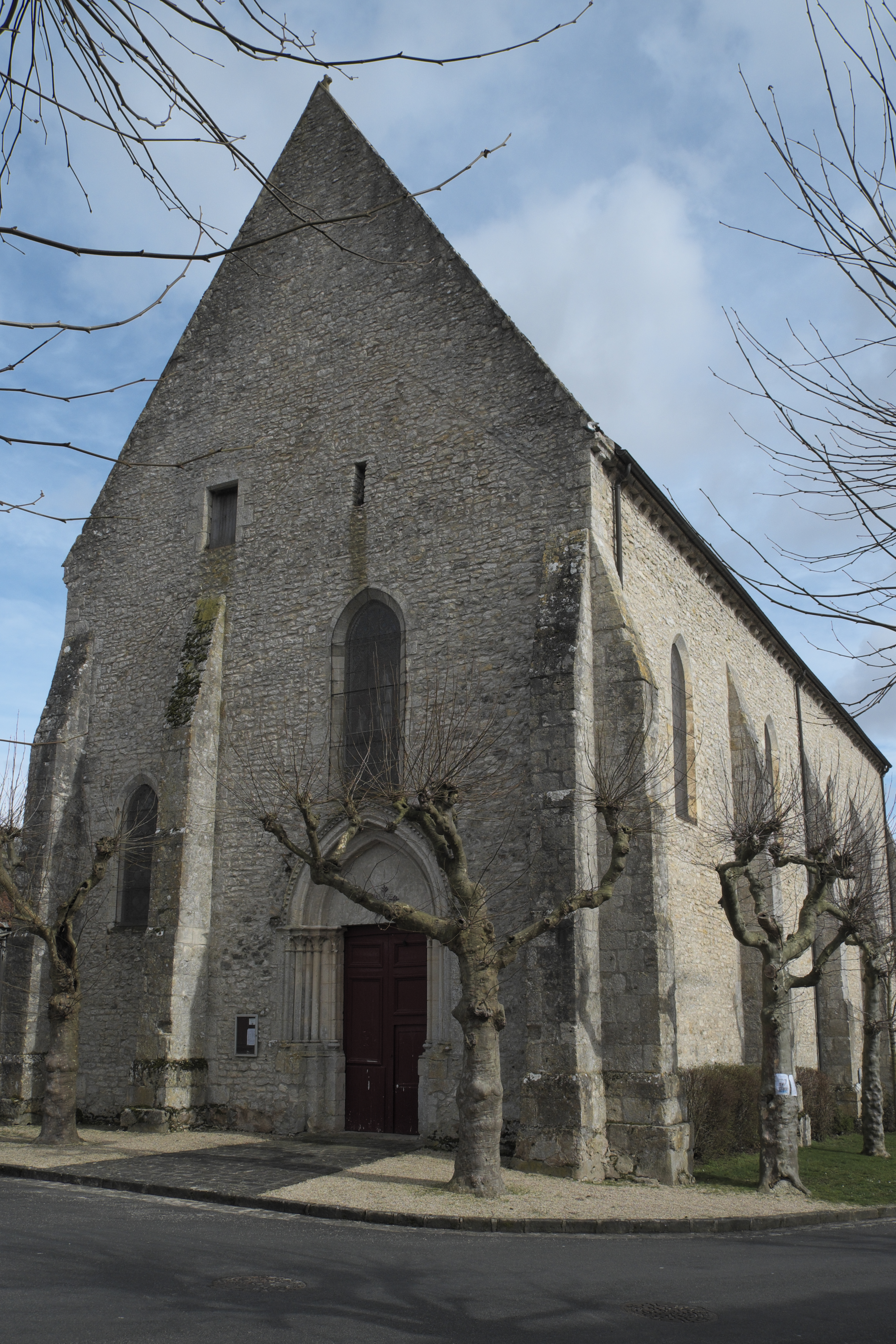
Westfassade

Die katholische Pfarrkirche Notre-Dame de l’Assomption (Mariä Himmelfahrt) in Boigneville, einer Gemeinde im Département Essonne in der französischen Region Île-de-France, wurde Ende des 12. oder zu Beginn des 13. Jahrhunderts im Stil des Übergangs von der Romanik zur Gotik errichtet. Im Jahr 1677 entdeckte der damalige Pfarrer von Boigneville unter der Kirche eine Krypta aus dem 11. Jahrhundert, die 1925 als Monument historique in die Liste der Baudenkmäler in Frankreich aufgenommen wurde.

## Architektur

### Außenbau
Der quadratische Glockenturm wird von einem Satteldach gedeckt. In seinem Obergeschoss öffnen sich auf allen vier Seiten schmale, spitzbögige, gekuppelte Klangarkaden. Weit ausragende Strebepfeiler stützen die Außenwände. Unter dem Dachansatz verläuft ein Gesims mit skulptierten Kragsteinen.

### Innenraum
Das zweischiffige Langhaus wird von einem Kreuzrippengewölbe gedeckt und mündet im Osten in einen gerade geschlossenen Chor. Die Chorwand wird von Spitzbogenfenstern und einem romanischen Rundfenster durchbrochen. Die Gewölberippen werden von mit Köpfen skulptierten Konsolen aufgefangen oder ruhen auf Säulenvorlagen mit Blatt- und Knospenkapitellen. Kapitelle mit figürlichen Szenen sind selten.

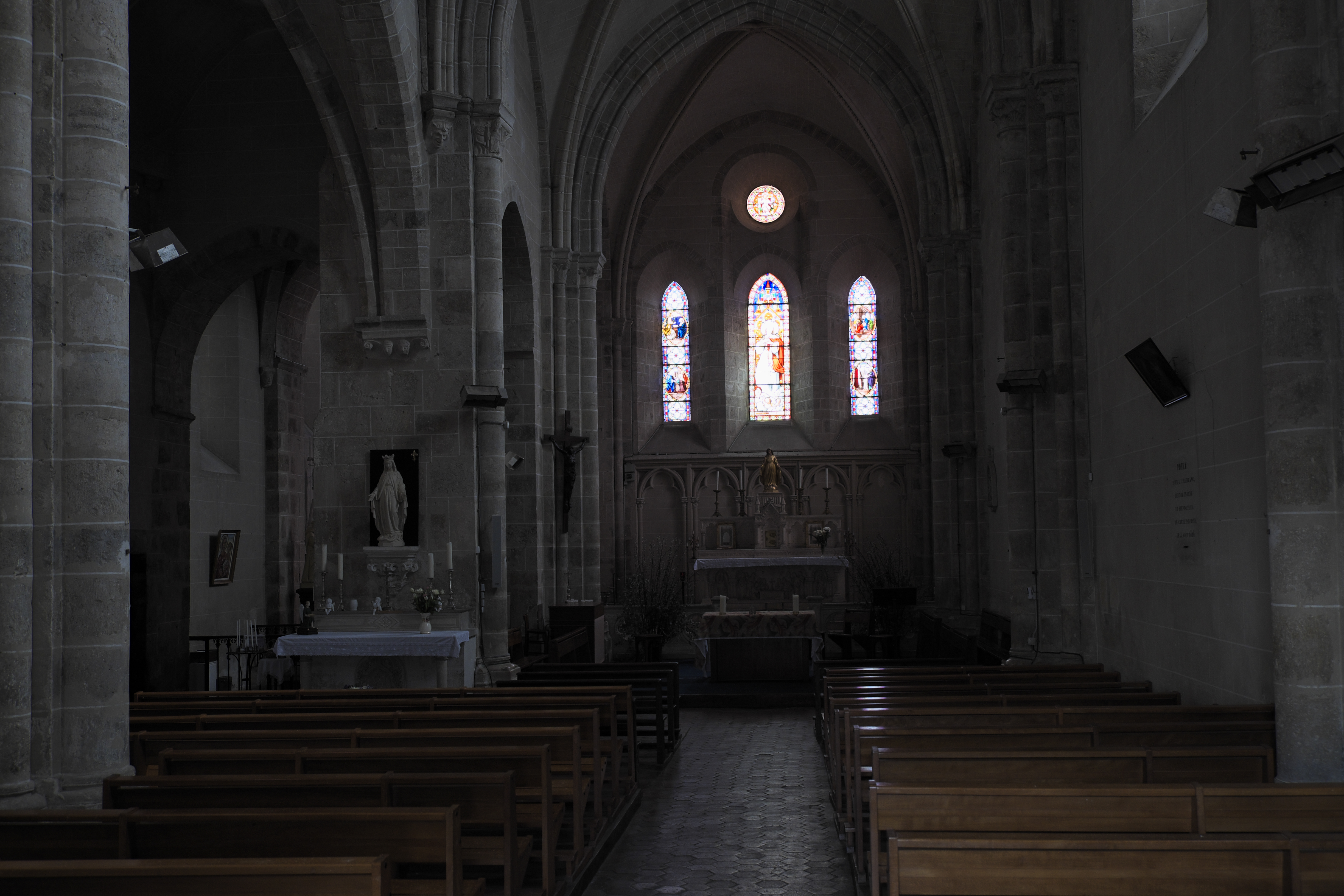
Innenraum
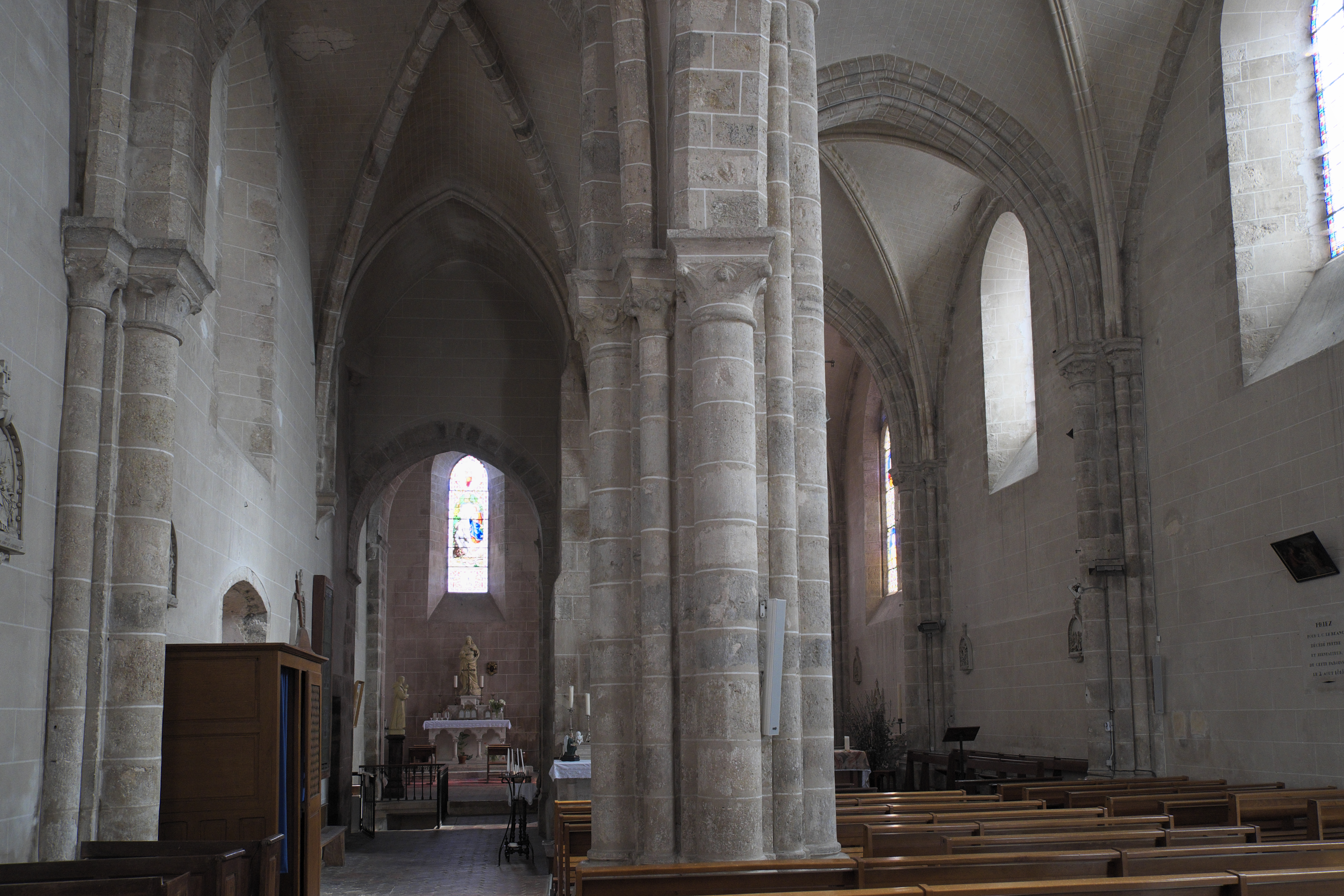
Innenraum
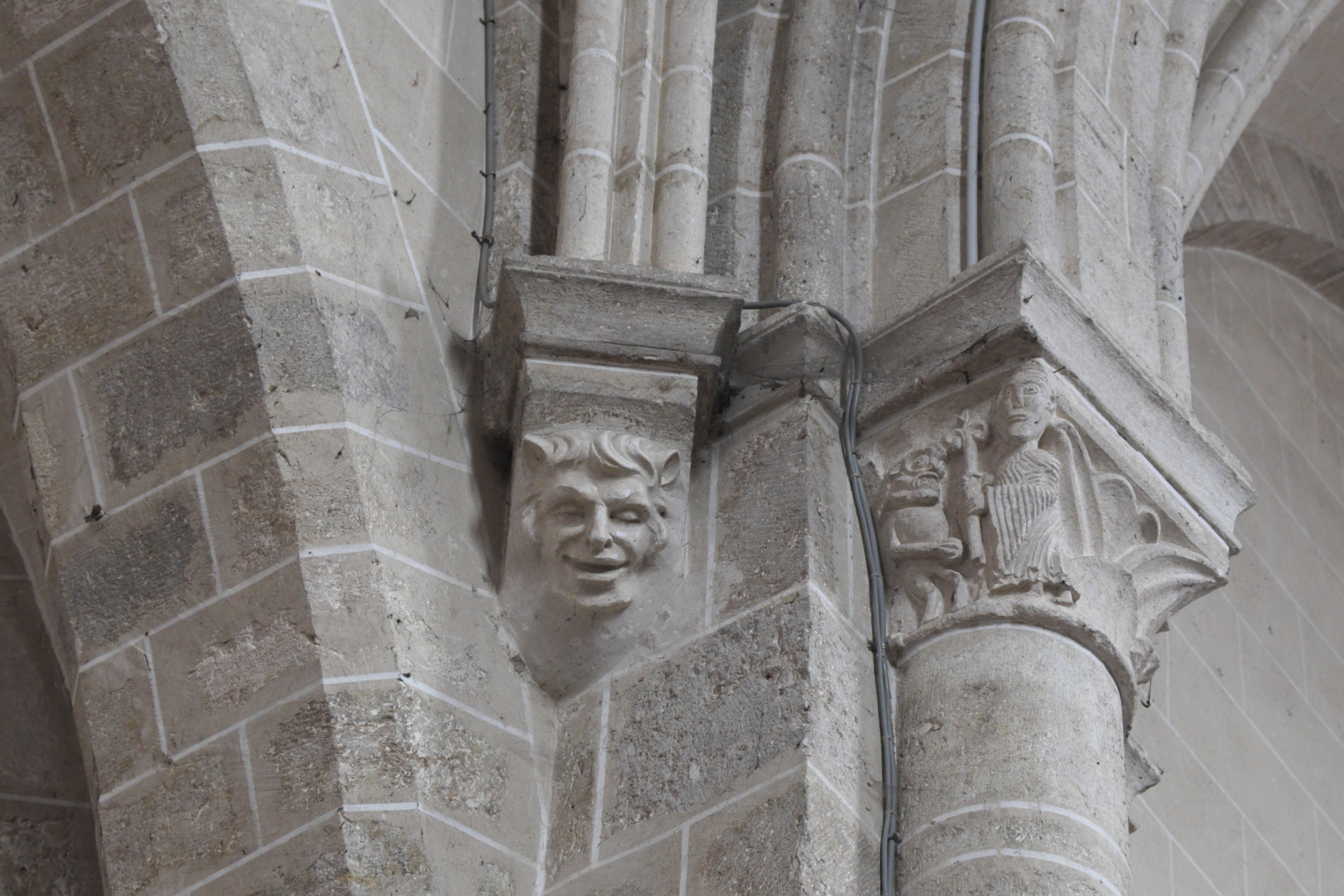
Konsole und Kapitell
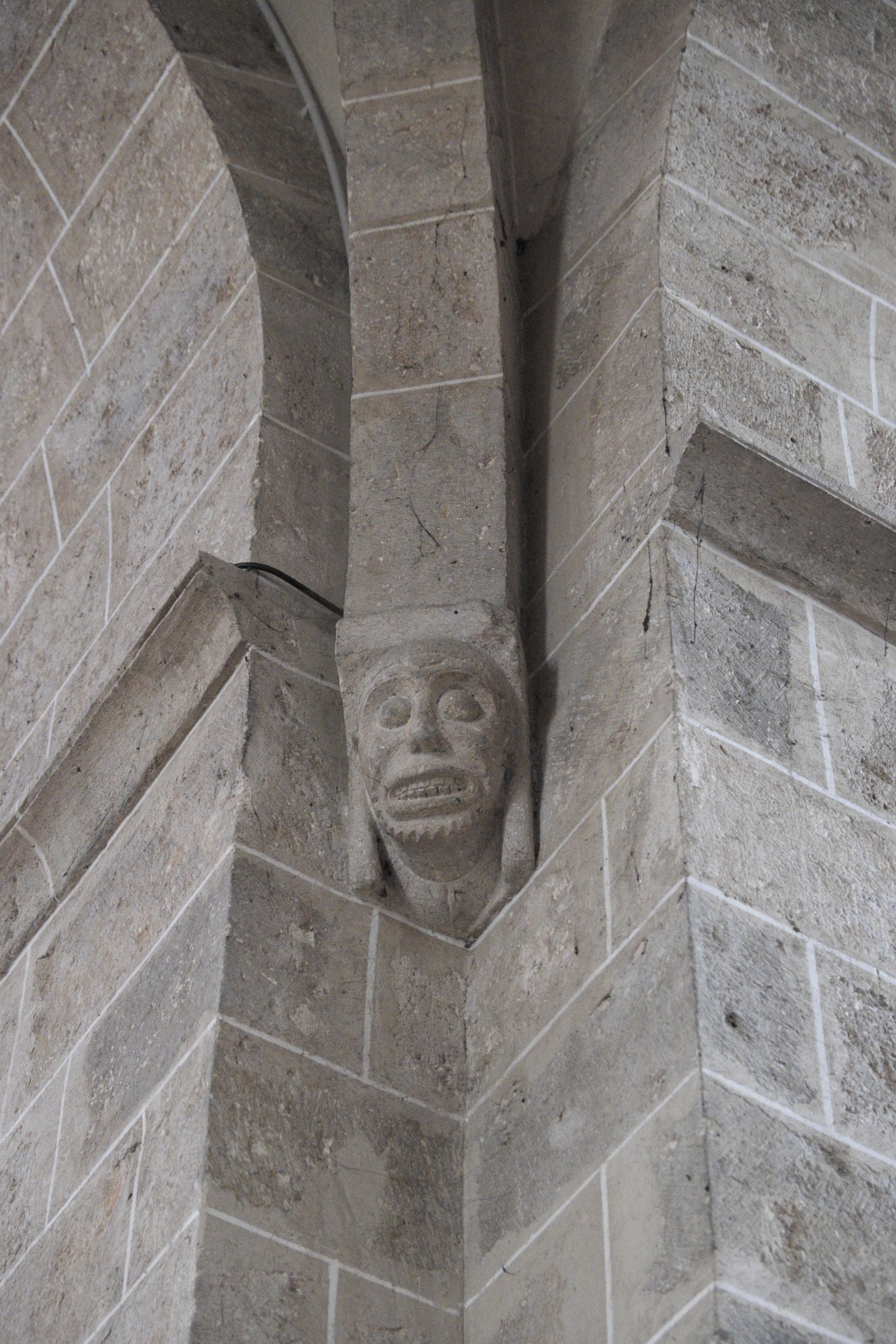
Konsole

## Bleiglasfenster

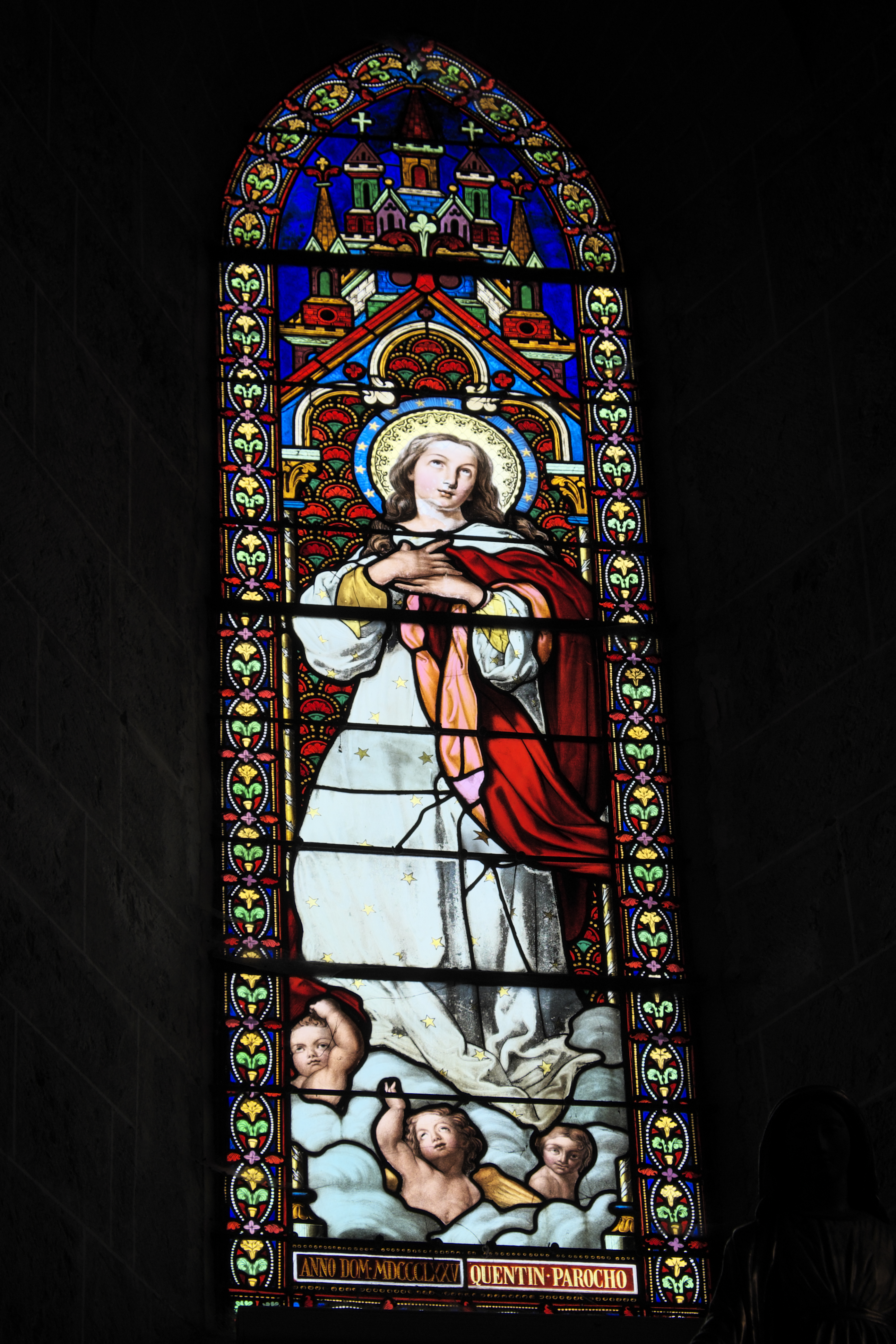
Mariä Himmelfahrt

Auf dem zentralen Chorfenster ist die Himmelfahrt Mariens dargestellt, im oberen Teil das Himmlische Jerusalem. Das Fenster wurde im Jahr 1870 in der Werkstatt Lorin in Chartres hergestellt und trägt die Signatur „LORIN“. Die beiden seitlichen Fenster wurden von Louis-Victor Gesta geschaffen und weisen die Signatur „L.V. GESTA TOULOUSE 1875“ auf. In den vier Medaillons sind die Unterweisung und die Heimsuchung Mariens sowie Mariä Tempelgang und die Heilige Familie in der Zimmermannswerkstatt dargestellt. Auch die meisten anderen Fenster sind mit der Signatur von Louis-Victor Gesta versehen. Sie stellen die Nonne Margareta Maria Alacoque und ihre Herz-Jesu-Erscheinung dar, Joseph mit einer Lilie und dem Jesuskind auf dem Arm, den französischen König Ludwig den Heiligen mit der Dornenkrone in der Hand und die Marienerscheinung in Lourdes. Auf einem Fenster ist Johannes der Täufer zu sehen. Ein anderes Fenster ist mit der Jahreszahl 1877 datiert, in den ovalen Medaillons erkennt man die Apostel Petrus und Paulus und die beiden Märtyrer Gervasius und Protasius.

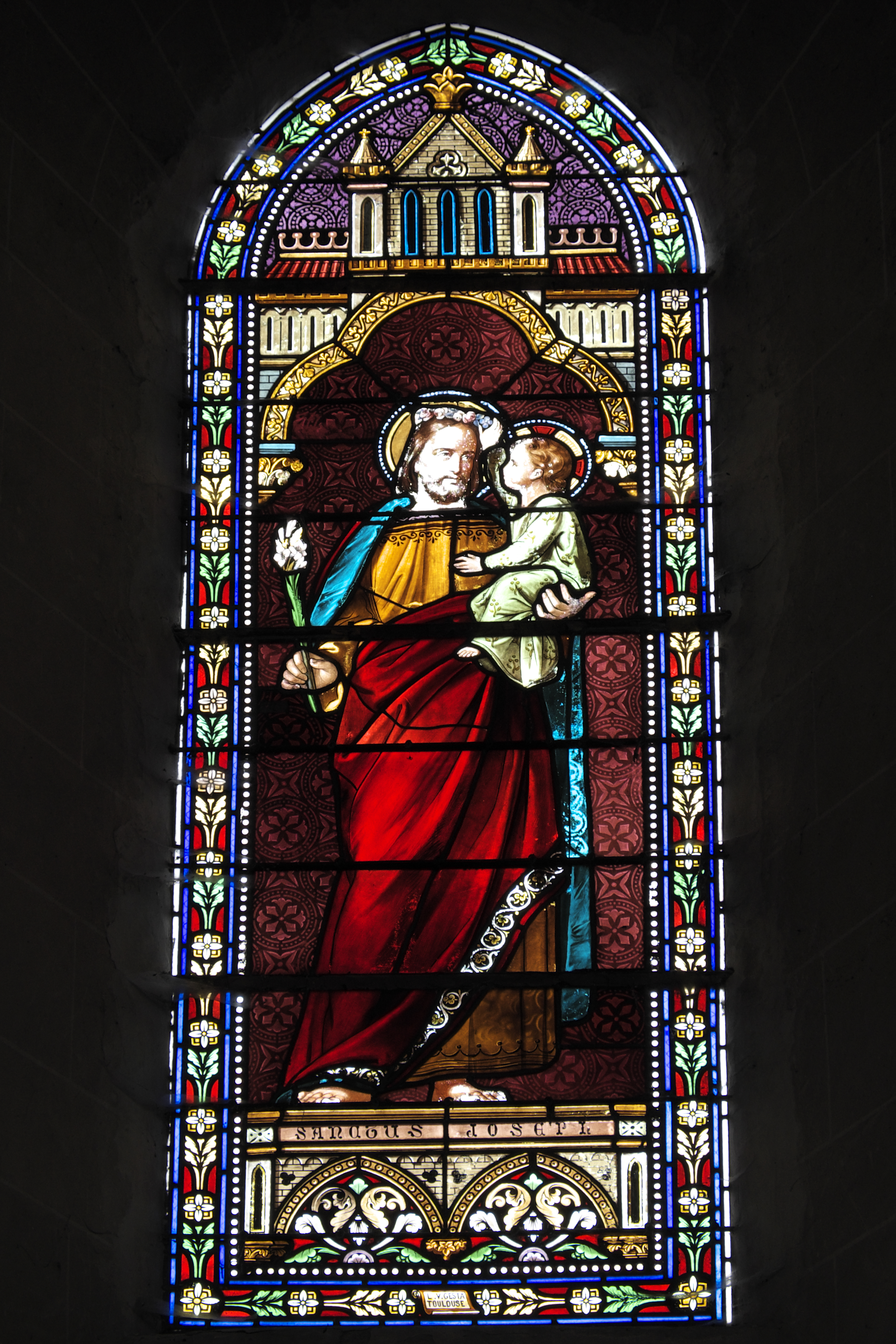
Heiliger Joseph mit Jesuskind
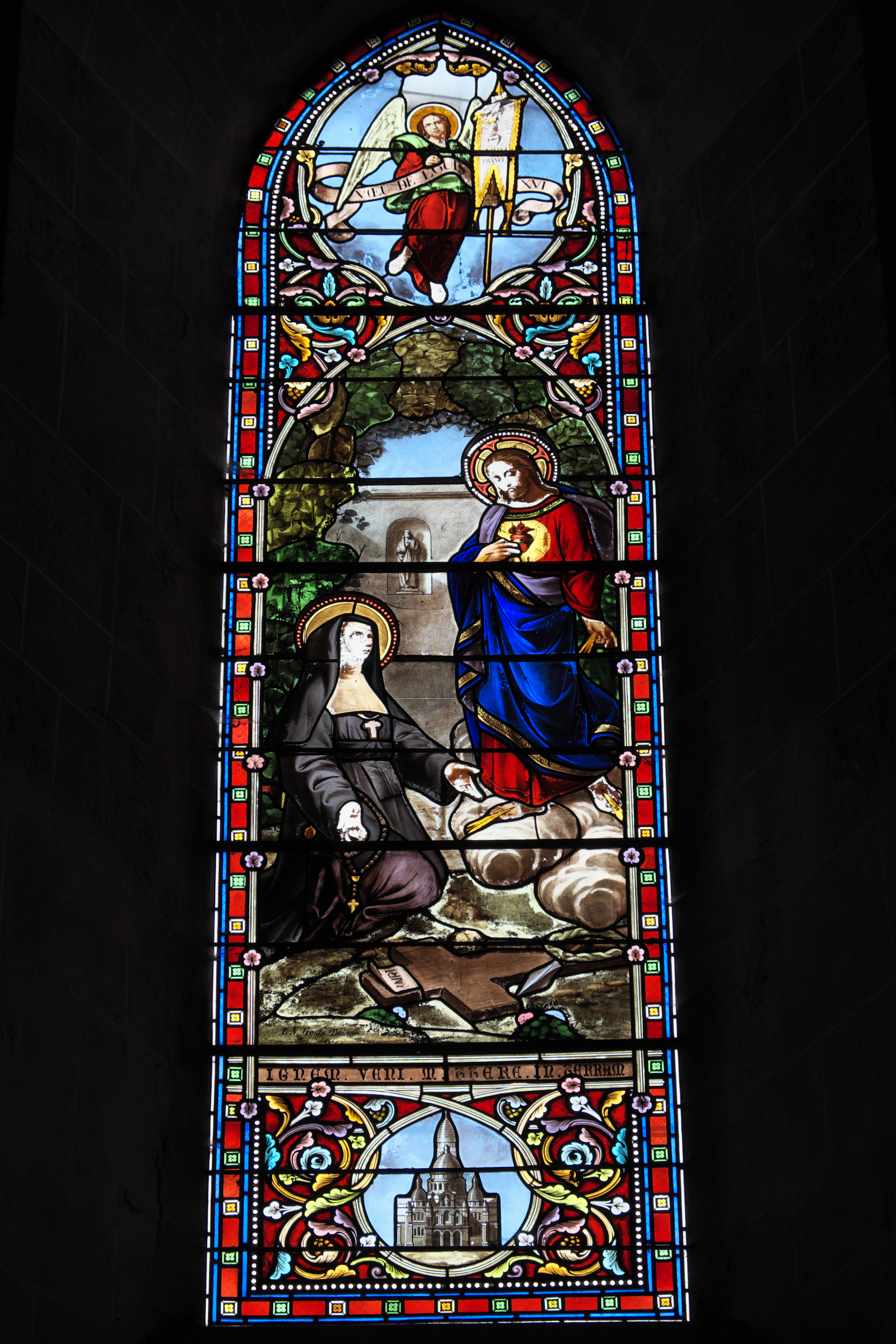
Herz-Jesu-Erscheinung, unten die Kirche Sacré-Cœur de Montmartre
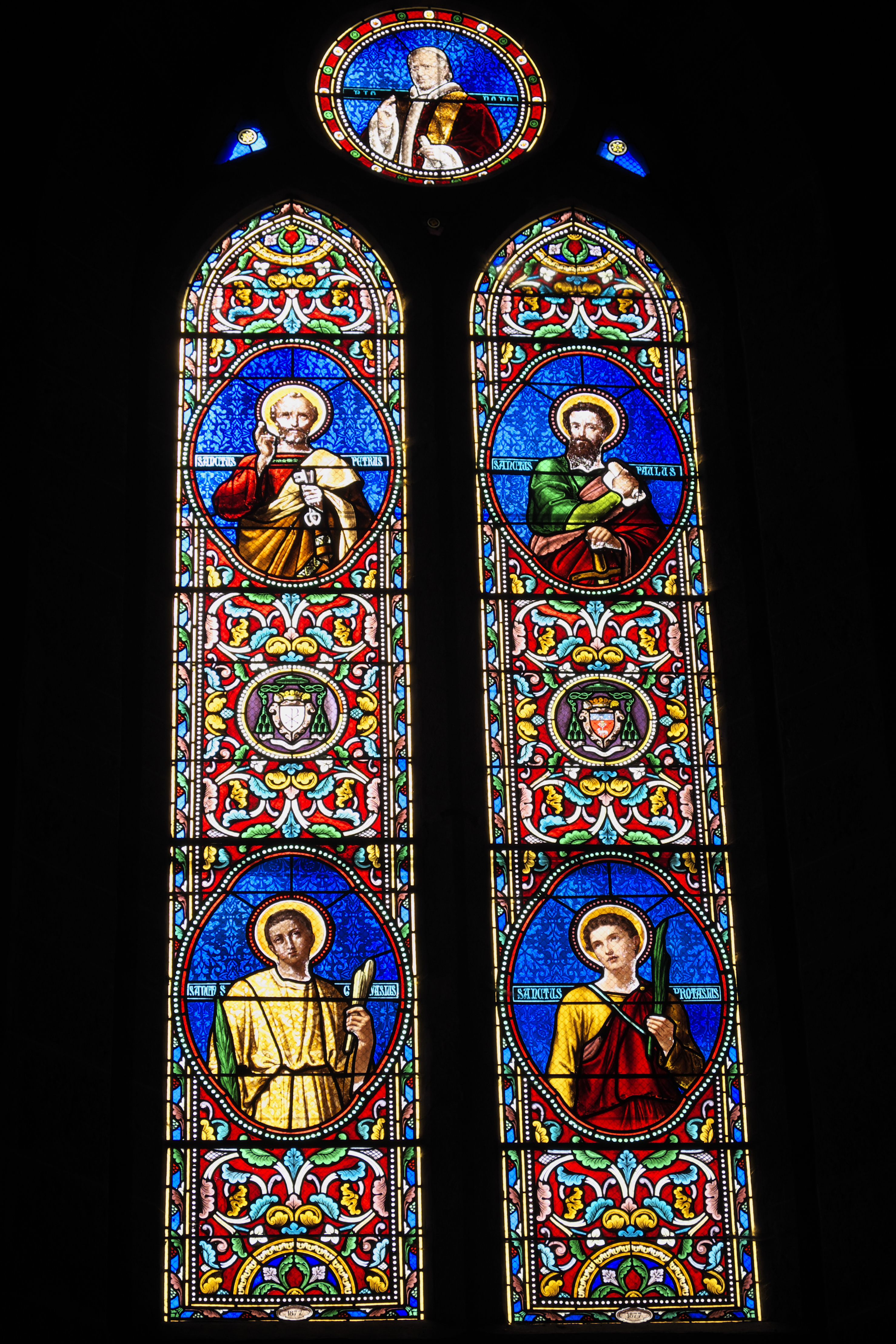
Apostel und Märtyrer

## Weitere Ausstattung
- Rechts vom Altar ist eine Piscina aus dem 15. Jahrhundert in die Wand eingelassen. Sie wird von einem Dreipassbogen bekrönt, den ein mit Krabben besetzter Dreiecksgiebel rahmt.
- Das Weihwasserbecken wird ins 15. Jahrhundert datiert. Es ist aus einem Block gemeißelt und weist keinerlei Dekor auf. Das achteckige Becken, das auf einer einfachen Säule aufliegt, diente ursprünglich vermutlich als Maß für Getreide. Es fasste acht Litrons, ein altes französisches Volumenmaß, das dem Liter seinen Namen gab.[2]
- Das Taufbecken stammt aus dem 17. Jahrhundert. Das ovale Becken ist kanneliert, der Sockel ist mit Girlanden und Blattwerk verziert.

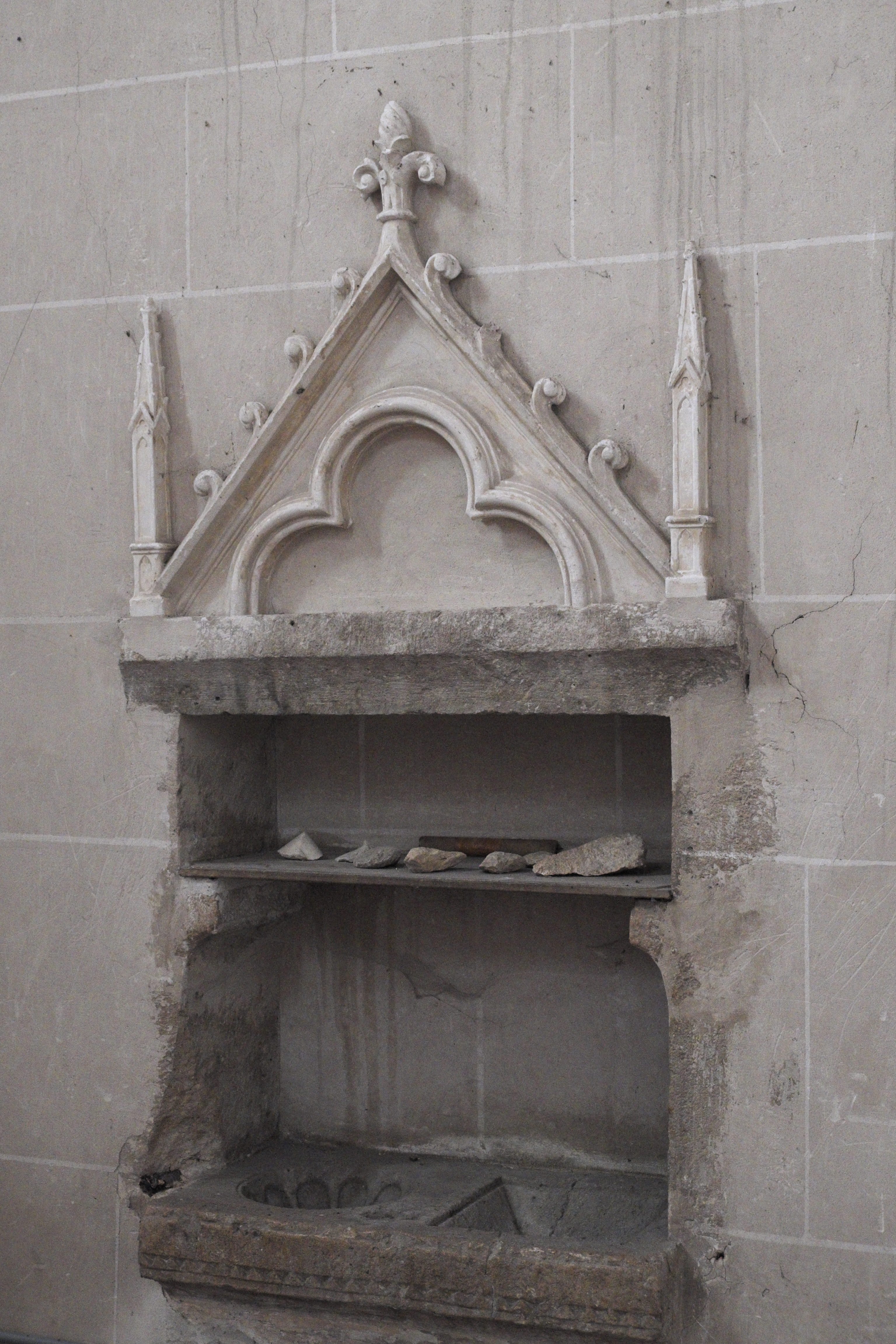
Piscina
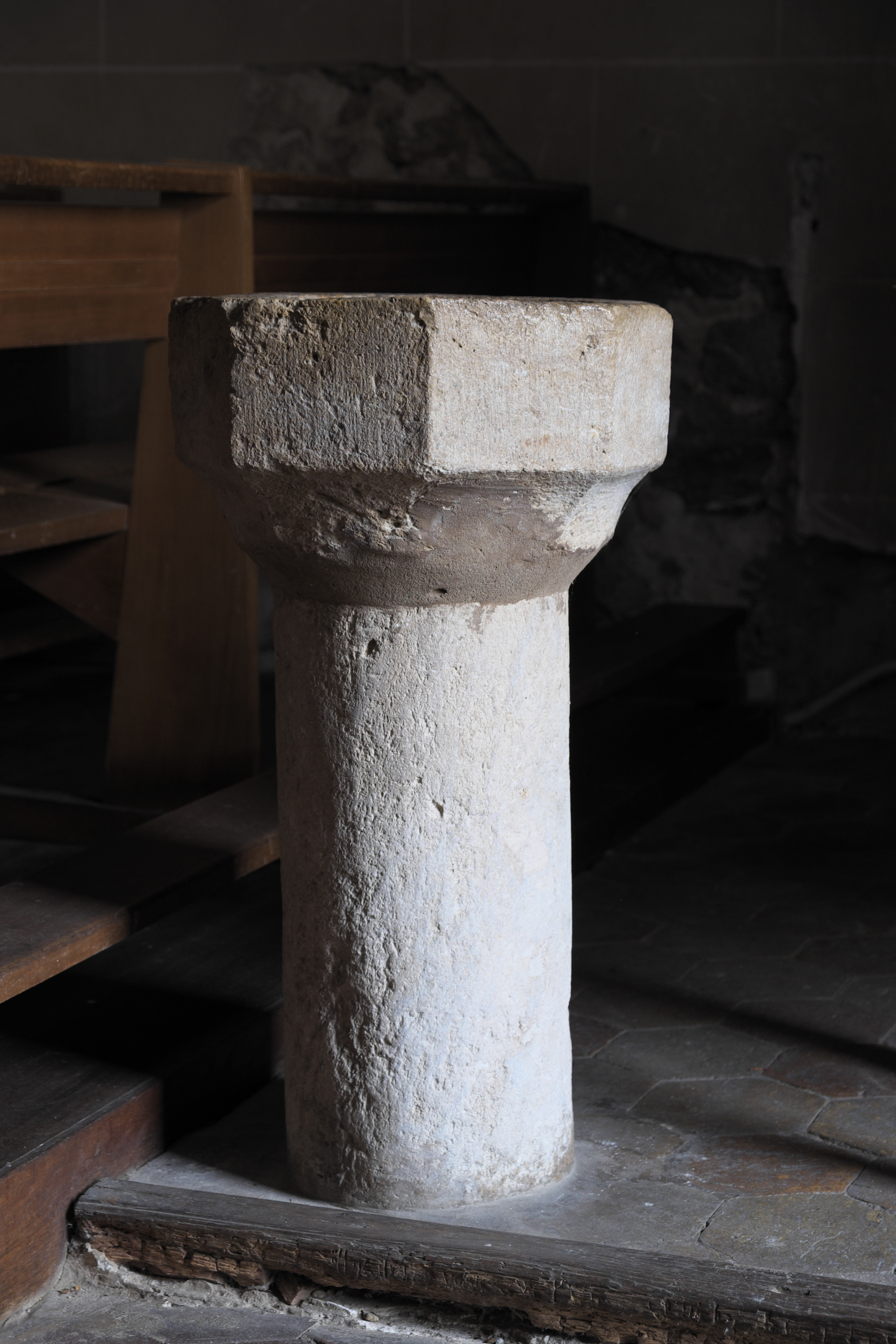
Weihwasserbecken
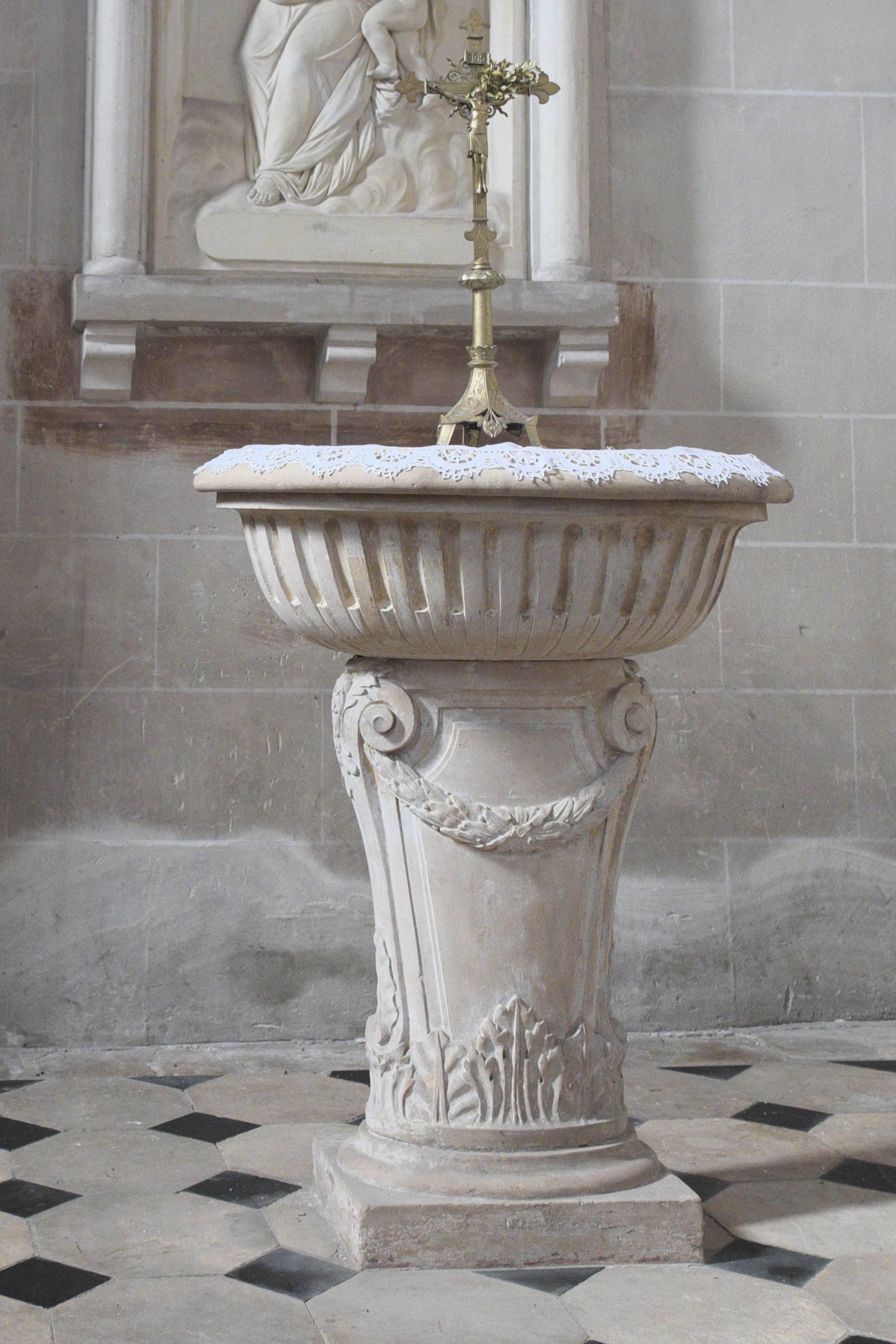
Taufbecken

## Krypta

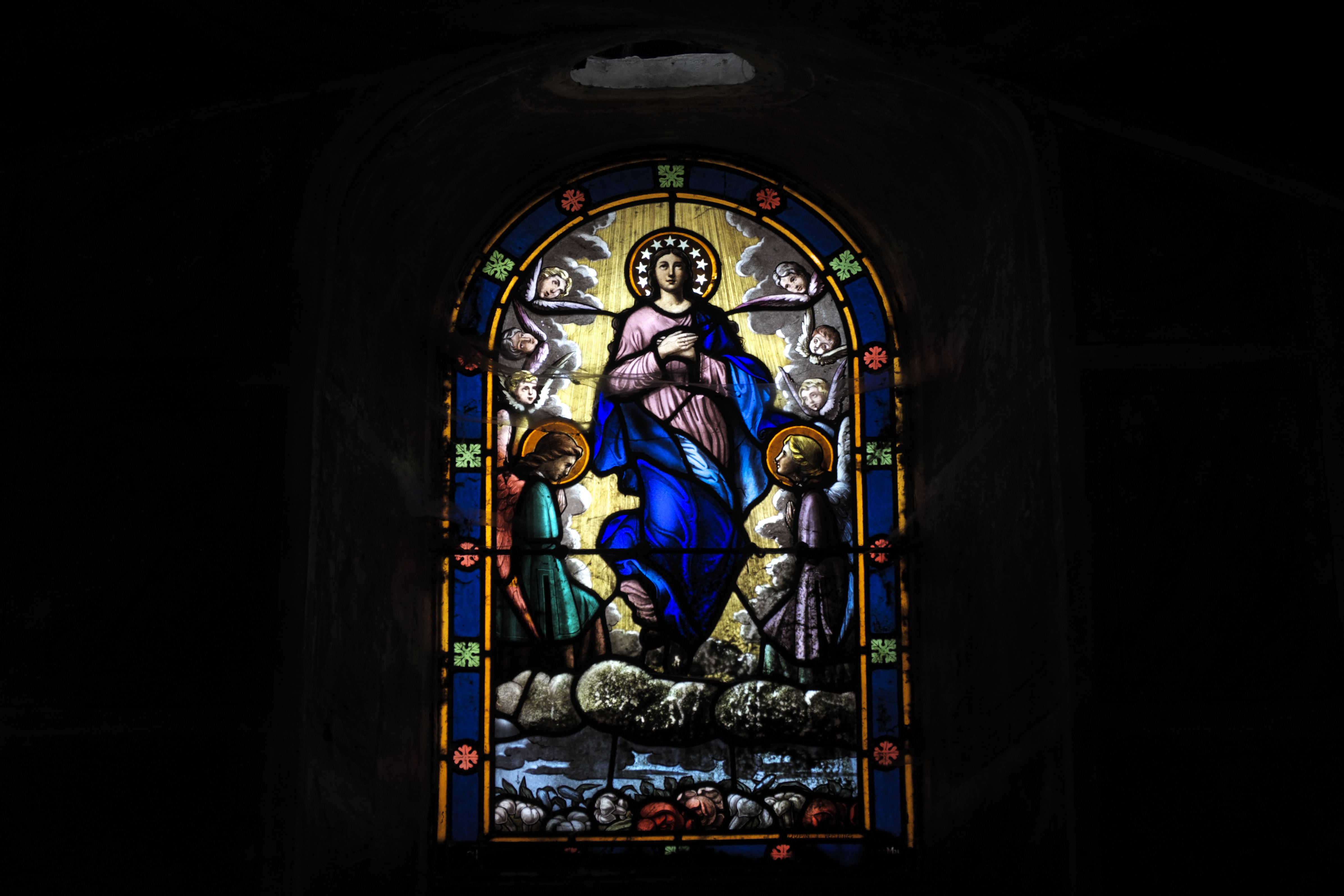
Bleiglasfenster in der Krypta

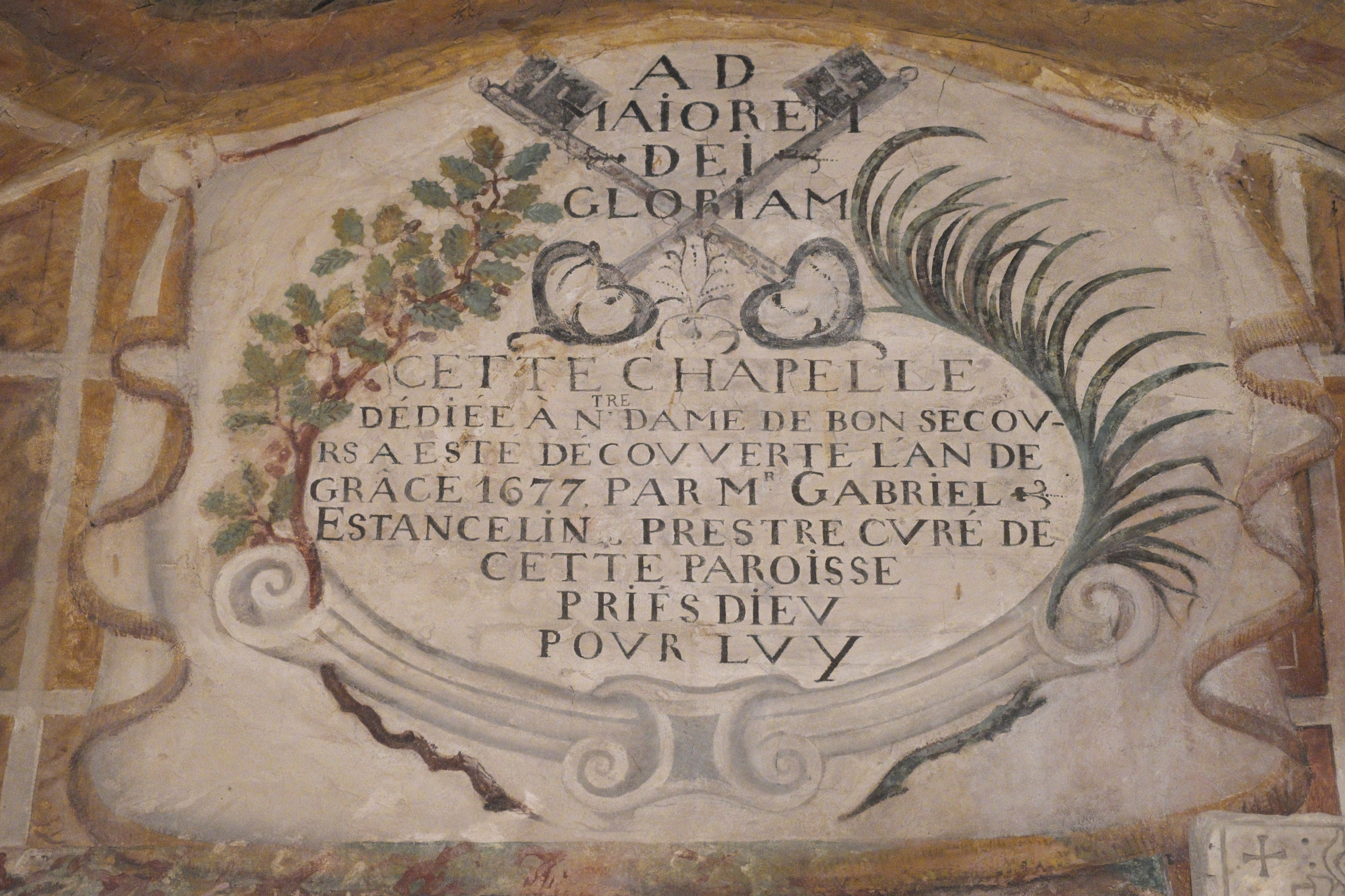
Inschrift

Die Krypta diente vermutlich als Gruft der Familie Arbouville, die vom 14. bis 16. Jahrhundert die Grundherren von Boigneville waren. Auf einem Gewölbeschlussstein ist das Wappen der Familie Arbouville eingemeißelt. In der Krypta ist eine Grabplatte mit dem Relief einer Frauenfigur aufgestellt. Die Inschrift besagt, dass unter ihr „Madame Marguerite“, einst „Dame de Saint-Val“, die im August 1310 verstarb, begraben war. Der ursprünglich fensterlose Raum wird von zwei kleinen Fenstern beleuchtet. Ein Fenster ist mit einer Bleiverglasung und der Darstellung der Himmelfahrt Mariens versehen. Es trägt die Signatur „DUPIN à Versailles“.

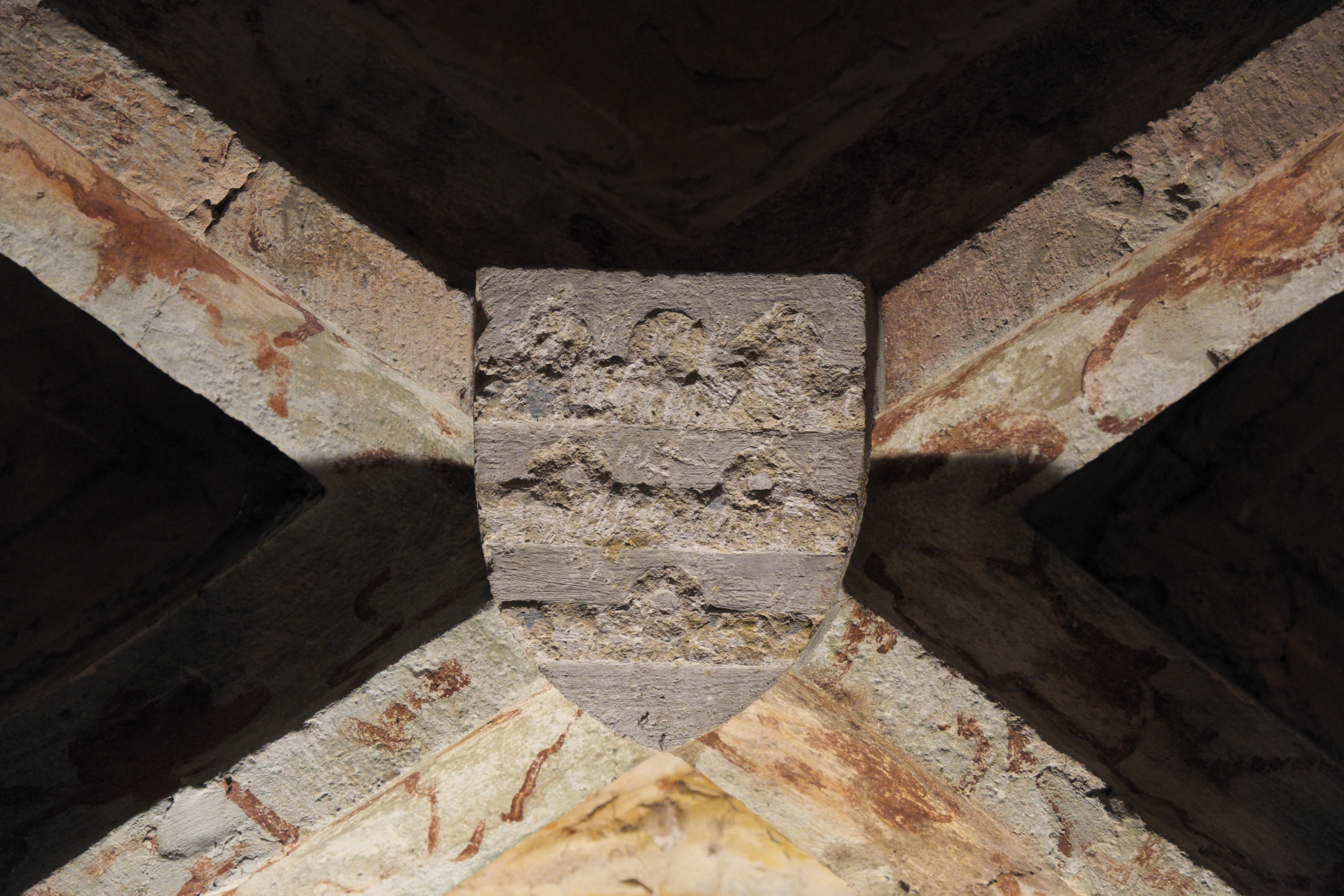
Gewölbeschlussstein mit Wappen
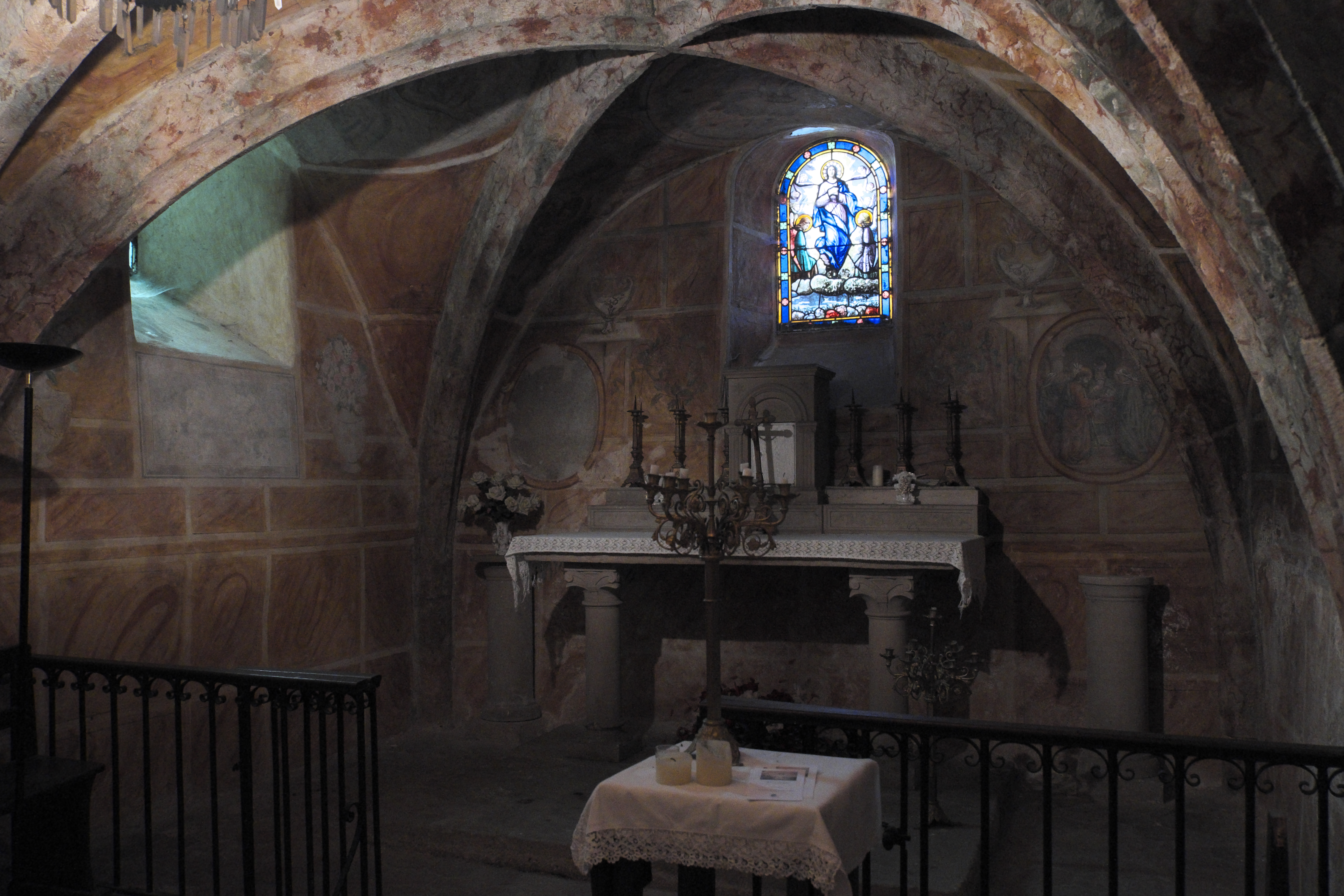
Krypta
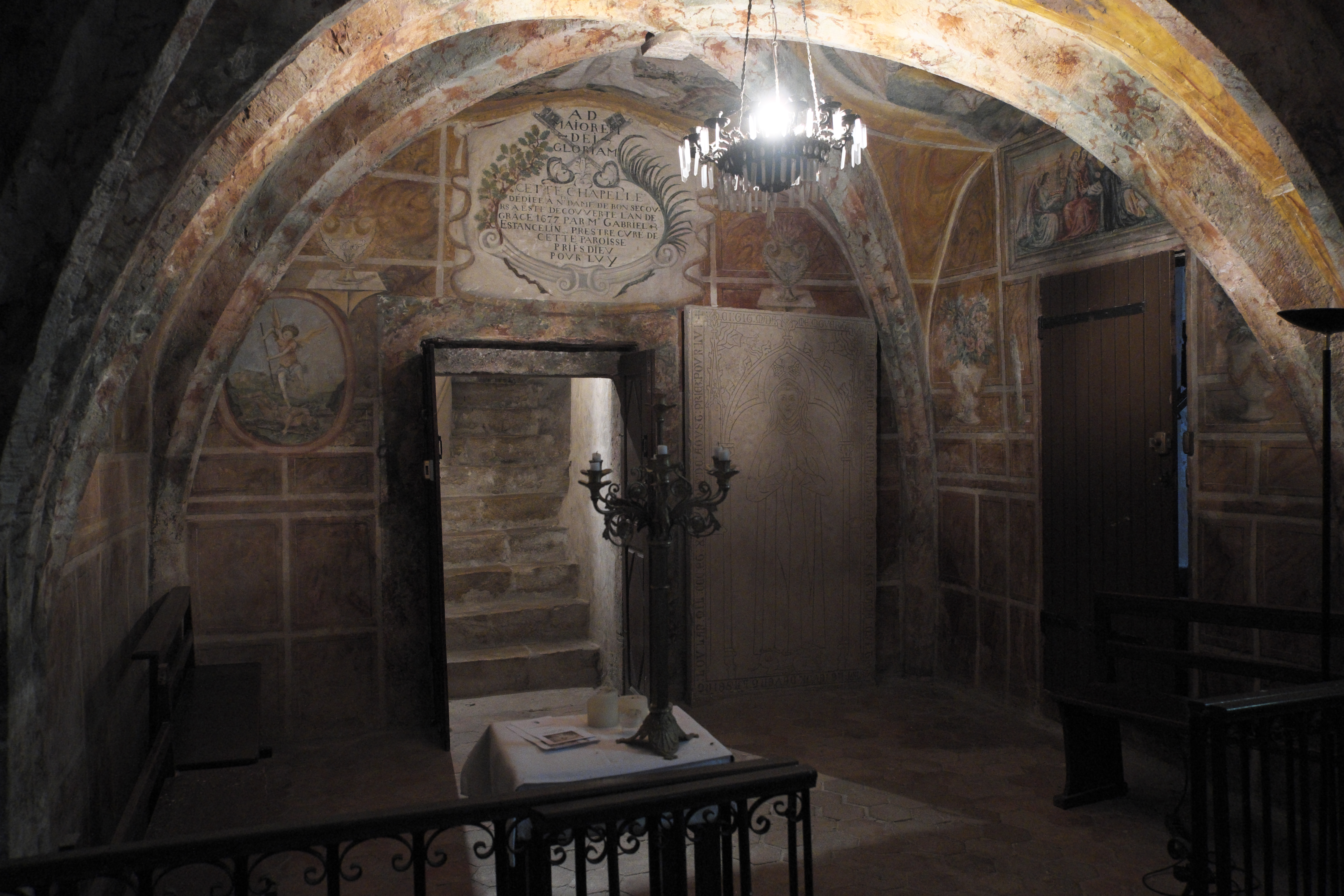
Krypta

## Fresken

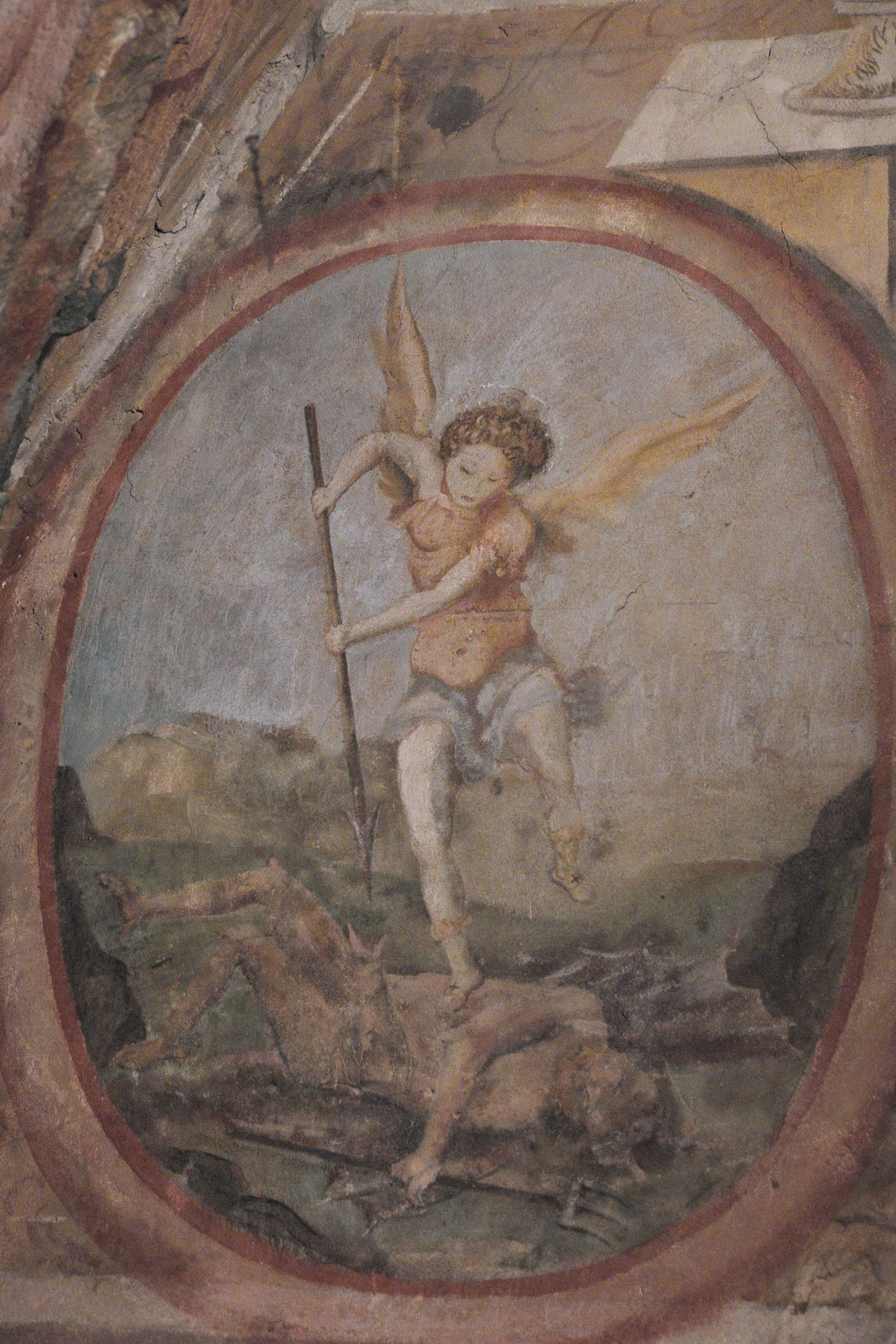
Erzengel Michael

Die Krypta wird von einem Kreuzrippengewölbe gedeckt. Gewölbe und Wände sind mit Fresken aus dem 17. Jahrhundert bemalt, die Szenen aus dem Marienleben darstellen wie Mariä Tempelgang und die Himmelfahrt Mariens. Eine Szene stellt den heiligen Dominikus dar, der von Maria den Rosenkranz überreicht bekommt. Maria sitzt auf einem Thron und hält das Jesuskind im Arm, zwei Engel umgeben sie. Eine andere Szene zeigt den Erzengel Michael, der Luzifer besiegt.

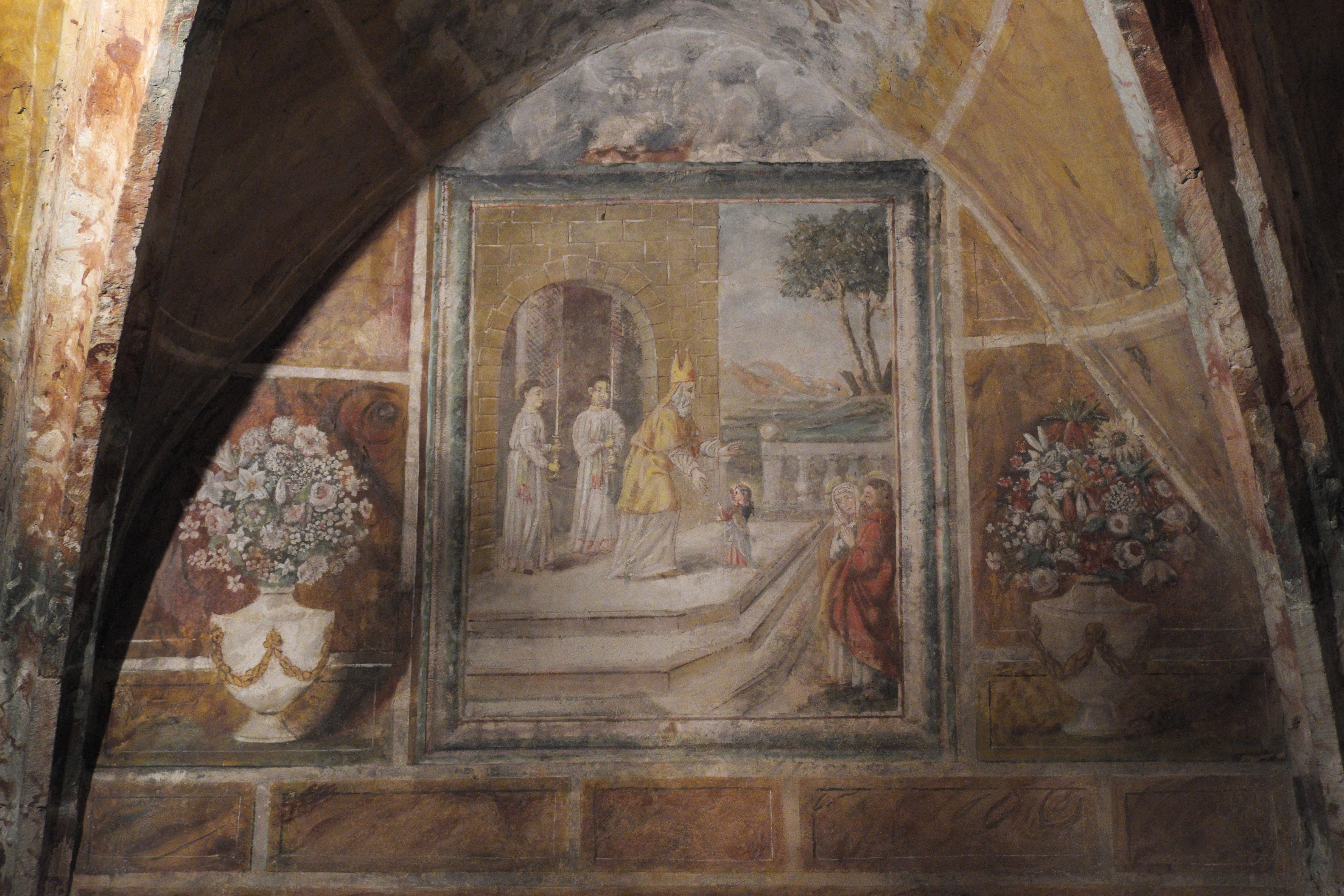
Mariä Tempelgang
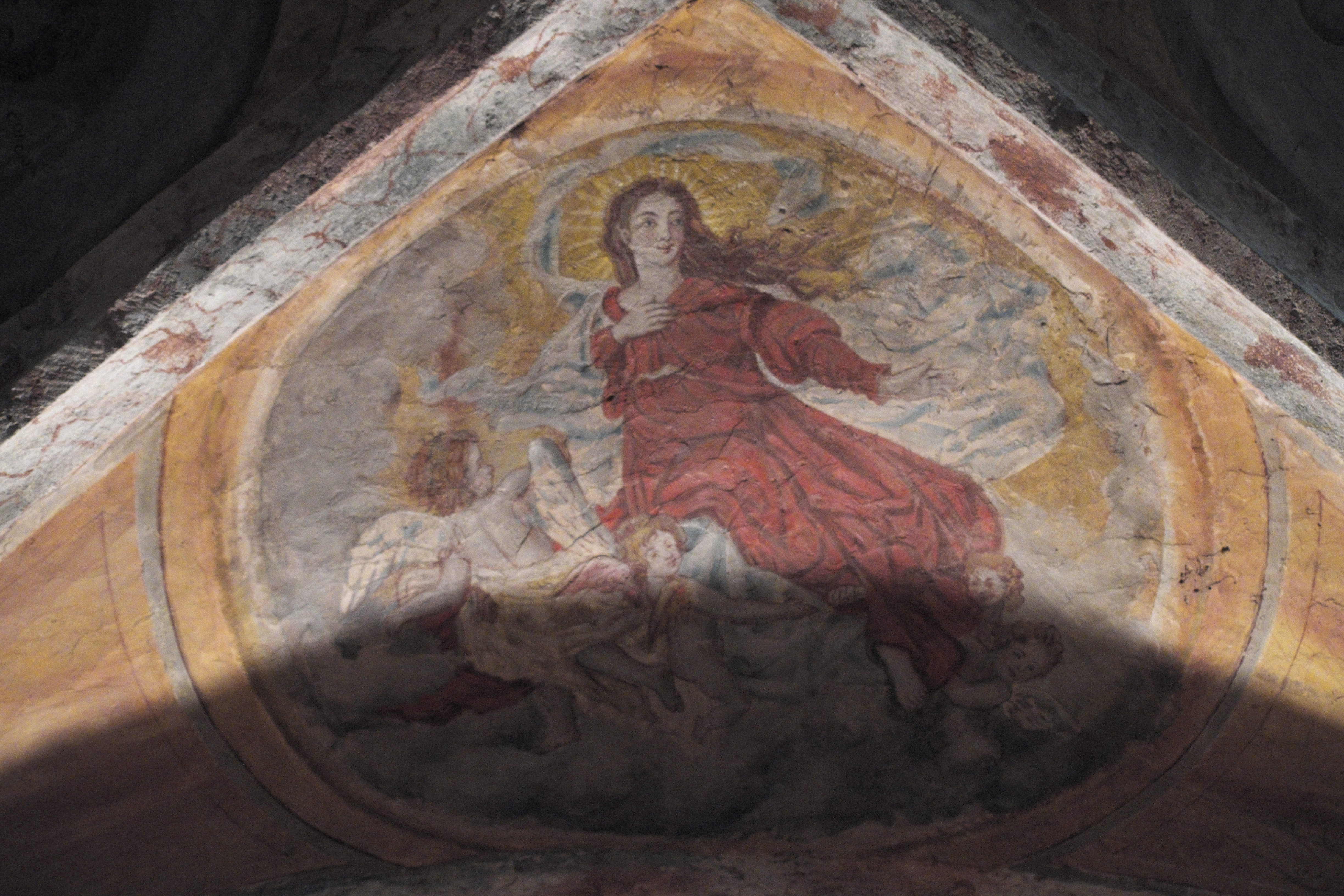
Mariä Himmelfahrt
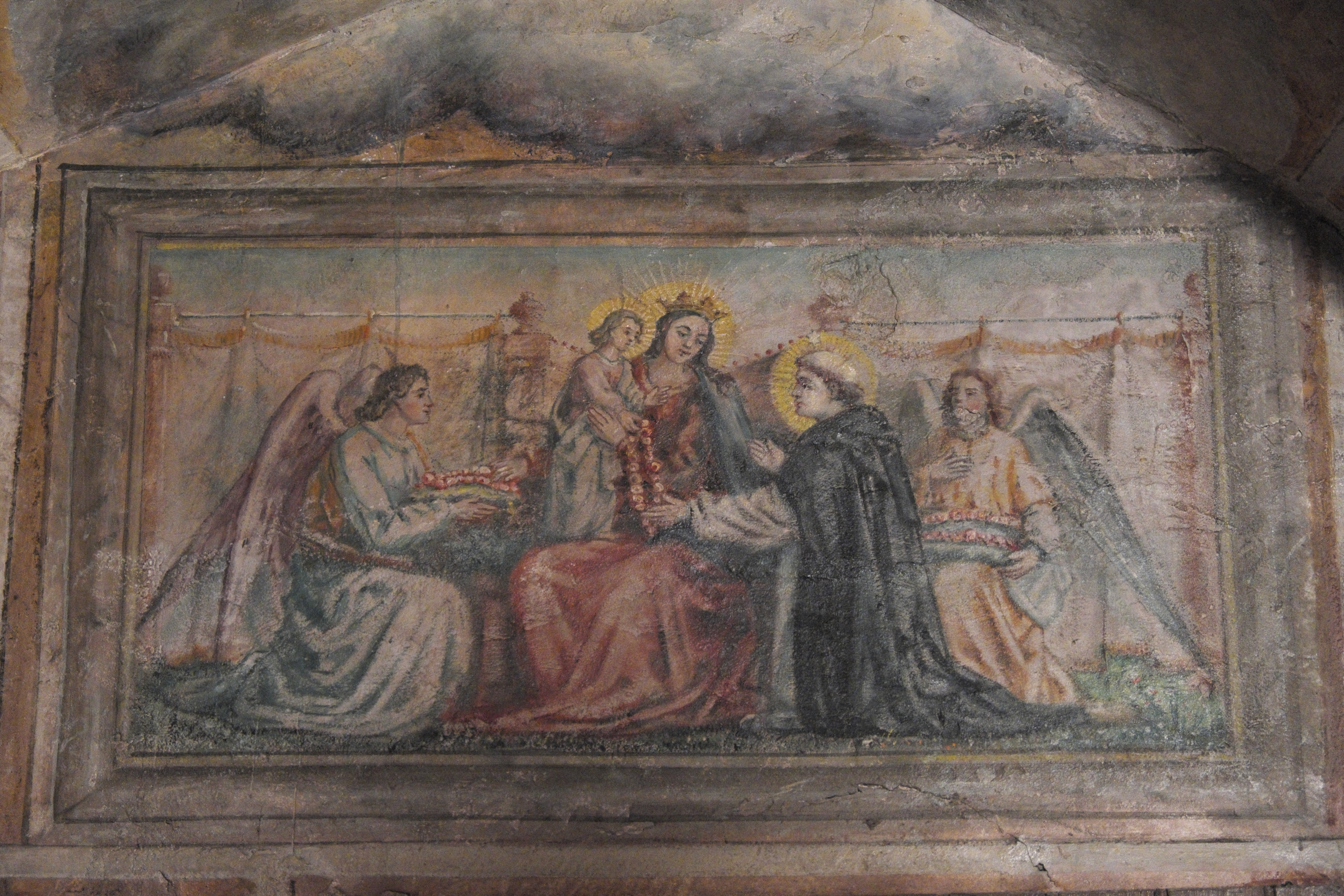
Dominikus empfängt den Rosenkranz